# العلاقات الآيسلندية السورينامية
العلاقات الآيسلندية السورينامية هي العلاقات الثنائية التي تجمع بين آيسلندا وسورينام.

## مقارنة بين البلدين
هذه مقارنة عامة ومرجعية للدولتين:
| وجه المقارنة                                              | آيسلندا          | سورينام                        |
| --------------------------------------------------------- | ---------------- | ------------------------------ |
| المساحة (كم2)                                             | 103.00 ألف       | 163.27 ألف                     |
| عدد السكان (نسمة)                                         | 317.35 ألف       | 563.40 ألف                     |
| الكثافة السكانية (ن./كم²)                                 | 3.08             | 3.45                           |
| العاصمة                                                   | ريكيافيك         | باراماريبو                     |
| اللغة الرسمية                                             | اللغة الآيسلندية | اللغة الهولندية                |
| العملة                                                    | كرونة آيسلندية   | دولار سورينامي، غيلدر سورينامي |
| الناتج المحلي الإجمالي (بليون دولار)                      | 23.91 مليار      | 3.32 مليار                     |
| الناتج المحلي الإجمالي (تعادل القوة الشرائية) بليون دولار | 15.79 مليار      | 9.07 مليار                     |
| الناتج المحلي الإجمالي الاسمي للفرد دولار أمريكي          | 50.17 ألف        | 9.48 ألف                       |
| الناتج المحلي الإجمالي للفرد دولار أمريكي                 | 46.55 ألف        | 16.64 ألف                      |
| مؤشر التنمية البشرية                                      | 0.899            | 0.714                          |
| رمز المكالمات الدولي                                      | +354             | +597                           |
| رمز الإنترنت                                              | .is              | .sr                            |
| المنطقة الزمنية                                           | 00، أوروبا/لندن ‏ | 00                             |

## منظمات دولية مشتركة
يشترك البلدان في عضوية مجموعة من المنظمات الدولية، منها:
| علم المنظمة | اسم المنظمة                        | تاريخ انضمام آيسلندا | تاريخ انضمام سورينام |
| ----------- | ---------------------------------- | -------------------- | -------------------- |
|             | يونسكو                             | 8 يونيو 1964         | 16 يوليو 1976        |
|             | وكالة ضمان الاستثمار متعدد الأطراف | 25 سبتمبر 1998       | 2 يوليو 2003         |
|             | الأمم المتحدة                      | 19 نوفمبر 1946       | 4 ديسمبر 1975        |
|             | الاتحاد البريدي العالمي            | ?                    | ?                    |
|             | البنك الدولي للإنشاء والتعمير      | 27 ديسمبر 1945       | 27 يونيو 1978        |
|             | المنظمة الهيدروغرافية الدولية      | ?                    | ?                    |
|             | الاتحاد الدولي للاتصالات           | 1 أكتوبر 1906        | 15 يوليو 1976        |
|             | منظمة حظر الأسلحة الكيميائية       | ?                    | ?                    |
|             | مؤسسة التمويل الدولية              | 20 يوليو 1956        | 1 سبتمبر 2011        |
|             | منظمة التجارة العالمية             | ?                    | ?                    |
|             | منظمة الشرطة الجنائية الدولية      | ?                    | ?                    |

## وصلات خارجية
- موقع وزارة الخارجية الآيسلندية
- موقع وزارة الخارجية السورينامية